# Тойфен
Тойфен (нем. Teufen AR) — коммуна в Швейцарии, в кантоне Аппенцелль-Ауссерроден. 
Население составляет 5693 человека (на 31 декабря 2006 года). Официальный код  —  3024.

## Галерея

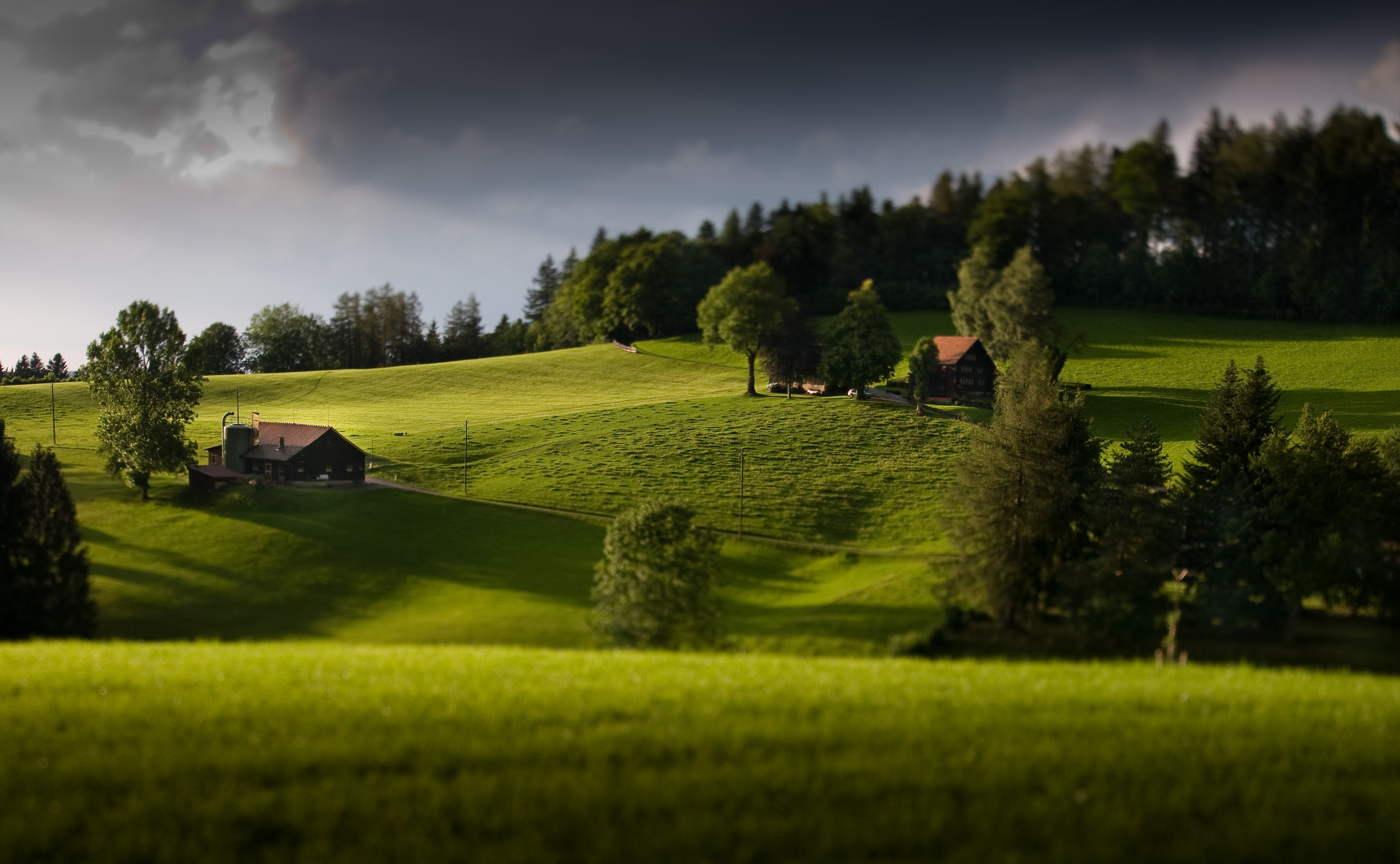
Пейзаж Тойфена